# Desmophyes villafrancae
Desmophyes villafrancae is een hydroïdpoliep uit de familie Prayidae. De poliep komt uit het geslacht Desmophyes. Desmophyes villafrancae werd in 1969 voor het eerst wetenschappelijk beschreven door Carré. 